# Cuestión de Kaliningrado

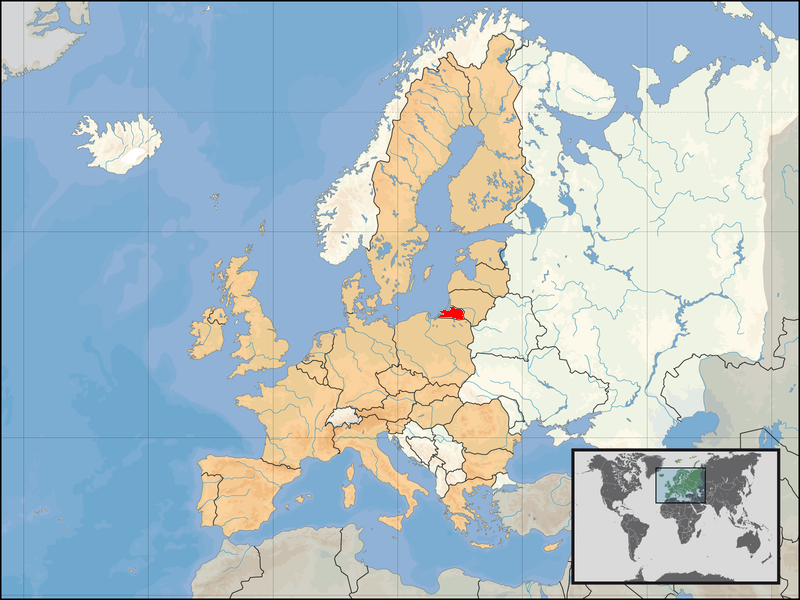
Localización de Kaliningrado en Europa

La Cuestión de Kaliningrado (en alemán: Kaliningrad-Frage, en ruso: Калининградский вопрос, en lituano: Kaliningrado klausimas) es un asunto político relacionado con la posible devolución de Königsberg (actual óblast de Kaliningrado) a Alemania por parte de Rusia. La cuestión es meramente hipotética, puesto que el Gobierno de Alemania no ha reclamado el territorio; sin embargo, hay quienes piensan que el estatus actual como territorio ruso es "erróneo".
Una de las principales razones por las que se reclama la devolución del territorio son históricas. El director de la Facultad de Historia y Filosofía de la Universidad de Letonia: Inesis Feldmanis señaló que "la incorporación de Kaliningrado a la Unión Soviética fue un error histórico". Anteriormente conocida como Königsberg, fue parte de Alemania durante varios siglos, desde la Orden Teutónica hasta la II Guerra Mundial pasando por la unificación alemana y el Reino de Prusia. La antigua capital del reino estuvo considerada una ciudad importante como centro cultural germánico. A día de hoy, sigue siendo un tema polémico entre los alemanes a causa de la expulsión de estos en 1945. De hecho, descendientes de expatriados y refugiados han solicitado que el área sea reincorporada a Alemania. Otros tantos, por su parte suelen peregrinar para estudiar sus raíces.
Otra razón es la económica y estratégica, puesto que se eliminaría el equipamiento militar ruso (lanzamisiles, escudos antimisiles, etc.,) y sus actividades del exclave además de la posible adhesión de Kaliningrado a la UE como parte de Alemania. Por el lado contrario, los costes de la reincorporación al territorio teutón serían inasumibles aparte de que la población de origen alemán es de un 0,8% teniendo en cuenta que tras la anexión a la [entonces] Unión Soviética, la población germana fue desplazada en detrimento de los rusos.
No obstante, en 2001 se rumoreó la posibilidad de que Alemania y Rusia estuvieron negociando la soberanía del territorio a cambio de condonar una deuda pendiente de 22.000 millones de libras que tiene el Gobierno ruso con el alemán.

## Trasfondo histórico

### Orden Teutónica
Königsberg fue fundada en una zona habitada por sambianos o por prusianos en un fuerte conocido como Twangste (Tuwangste, Tvankste), cuyo significado es "bosque de robles". A la par fueron establecidos otros asentamientos, incluido una población pesquera, el puerto de Lipnick y las aldeas de Sakkeim y Trakkeim. En 1255 los sambianos fueron conquistados por los caballeros teutones siendo Twangste destruida y reemplazada por una nueva fortaleza: Königsberg, nombre dado por el Rey Ottokar II de Bohemia, quien pagó por la construcción de la primera fortaleza durante la Cruzada Prusiana. Al noroeste del nuevo Castillo de Königsberg se levantó un nuevo asentamiento conocido como Steindamm, localizado a 7 km de la laguna del Vístula.
La Orden Teutónica utilizó Königsberg para reforzar sus conquistas en Sambia y como capital desde donde lanzar las acciones contra el Gran Ducado de Lituania, considerados "paganos" por los teutones. Posteriormente se produciría el Gran Levantamiento Prusiano con la consecuente destrucción del noroeste del asentamiento, el cual tuvo que ser reconstruido en el sur entre las colinas del castillo y el río Pregolya. Conocido como Altstadt,  obtuvo derechos de Kulm en 1286. Löbenicht, localidad situada al este de Altstadt entre el Pregolya y el Bajo Estanque, obtuvo esos mismos derechos en 1327.

### Liga Hanseática e incorporación a Polonia

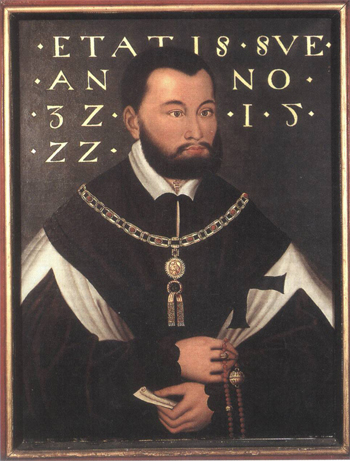
Alberto I, primer Duque de Prusia

En 1340 pasó a formar parte de la Liga Hanseática desarrollando así una importante actividad económica en la región sureste del Báltico comerciando bienes por toda Prusia, Polonia y Lituania. Desde 1324 hasta 1330, el crónico Peter von Dusburg escribió Chronicon terrae Prussiae. En 1348 se produjo la victoria teutónica sobre los lituanos en la batalla de Strawen. Una vez finalizada la contienda, el Gran Maestro Winrich von Kniprode fundó un convento cisterciense en la villa. Allí, las estudiantes aspirantes fueron educadas en Königsberg antes de seguir con su formación en otras localidades como Praga o Leipzig.
En el marco de la Gran Guerra, los teutones sufrieron una importante derrota en la batalla de Grunwald, sin embargo, Königsberg continuó bajo dominio teutón. No obstante, los Livonios capturaron la guarnición, lo cual les permitió recuperar territorio bajo las órdenes de Vladislao II de Polonia. En 1454 la Confederación Prusiana se rebeló contra la Orden de Teuta y pide formalmente al Rey Casimiro IV la incorporación a Polonia como territorio feudal. Esto marcó el inicio de la guerra de los Treinta Años entre la Orden Teutona y la Corona del Reino de Polonia con resultado favorecedor para estos últimos. En 1466 Prusia Real pasaría a formar parte de Polonia de acuerdo con lo estipulado en el Segundo Tratado de Paz de Toruń.
Como Homenaje Prusiano a su tío: Rey Segismundo I de Polonia, Alberto de Brandenburgo pasa a ser el primer Duque secular del nuevo Ducado de Prusia. Königsberg cobra importancia como una de las ciudades más grandes y por sus puertos. La ciudad emerge como exportador de trigo, madera, cáñamo y peletería entre otros productos. Junto con Danzig y Riga, fue uno de los pocos puertos bálticos por donde amarraban más de cien barcos al año en el siglo XVI.
Anna, quien fuera hija de Alberto Federico, contrajo matrimonio con el elector Juan Segismundo I de Brandeburgo, el cual obtuvo el derecho a suceder a Alberto Federico tras su muerte en 1618. Por aquel entonces, los electores de Brandeburgo regían el Ducado de Prusia y Königsberg. A raíz de la invasión de los ejércitos imperial y sueco durante la guerra de los Treinta Años, la sede de la dinastía Hohenzollern fue trasladada a la capital prusiana. El 1 de noviembre de 1641, Federico Guillermo persuade a la administración que acepten eliminar impuestos. En el Tratado de Königsberg de enero de 1656 el elector reconoce su ducado como territorio feudal de Suecia, sin embargo en 1657 en el Tratado de Wehlau dicho territorio pasaría bajo control soberano de Polonia. Tres años después en el Tratado de Oliva Prusia pasaría a ser independiente de ambos estados.
El 18 de enero de 1701, Federico III es coronado rey como Federico I.

### I Partición de Polonia y Guerra de la Cuarta Coalición
Tras la Primera Partición de Polonia en 1772, Königsberg pasó a ser la capital de la provincia de Prusia Oriental, nacida desde 1773 de la provincia de Prusia. En 1800 tenía una extensión de 8 km y una población de 600.000 habitantes, incluyendo una guarnición militar de 7.000 miembros, siendo así una de las poblaciones alemanas con mayor población. En 1806 el Ejército Prusiano es derrotado por las tropas napoleónicas durante la Guerra de la Cuarta Coalición, en consecuencia, Federico Guillermo III trasladó su corte desde Berlín a Königsberg. A pesar de la derrota militar, la ciudad fue un importante foco de resistencia política. Para incentivar el sentimiento liberal y nacionalista entre la clase media prusiana, se funda en abril de 1808 la "Liga de la Virtud". En 1819 la población llega a 63.800 habitantes. A partir de 1824 hasta 1878 pasa a ser la capital de la Provincia Unida de Prusia después de la fusión de las Prusias occidental y oriental además de ser la sede administrativa del Regierungsbezirk.

### Imperio Alemán y República de Weimar

Prusia Oriental en la República de Weimar

A partir de 1871 Königsberg pasaría a formar parte del Imperio Alemán. En 1900 la población aumentó a 180.000 habitantes, de ellos: 9.000 fueron militares de la guarnición. En 1914 la población sería de 246.000 habitantes a la par que la población judía empezaba a crecer en una ciudad con pluralidad cultural. Tras la derrota de las Potencias Centrales en la I Guerra Mundial, el Imperio Alemán es reemplazado por la República de Weimar y la monarquía prusiana cae con la abdicación del Hohenzollern Guillermo. El Reino es sucedido por el Estado Libre de Prusia y tanto Königsberg como Prusia Oriental quedan separados del resto de Weimar por el corredor polaco.
En mayo de 1939 la población era de 372.164 habitantes.

### II Guerra Mundial y limpieza étnica

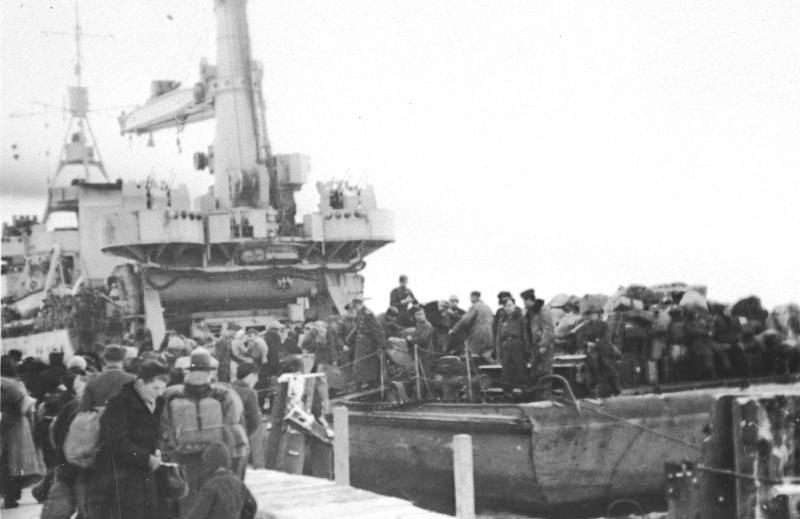
Refugiados alemanes de Königsberg huyen hacia Alemania ante el avance del Ejército Rojo

En 1944, Königsberg sufrió graves daños a causa de los bombardeos británicos. El centro histórico, así como los distritos de Altstadt, Löbenicht y Kneiphof. Entre los edificios destruidos estuvieron: la catedral, el castillo, todas las iglesias del casco antiguo, las universidades y los comercios.
Ante el avance del Ejército Rojo, la población huyó después de que corriese el rumor de atrocidades por parte de los soviéticos en Nemmersdorf. A primeros de 1945, las fuerzas soviéticas a las órdenes del Mariscal Konstantin Rokossovsky, cercaron la ciudad que una vez Hitler imaginó como museo con todo lo que los alemanes encontraron en Rusia. A partir de abril dio comienzo la Operación Samland con la que el I Frente del Báltico capturó la ciudad. Anteriormente, Hitler se refirió a Königsberg como un "bastión invencible del espíritu alemán", sin embargo la localidad cayó tras tres meses de asedio, tiempo que aprovecharon algunos civiles para escapar por ferrocarril o vía marítima desde el Puerto de Pillau.
El 9 de abril - un mes antes del fin de la II Guerra Mundial en Europa - el comando militar de Königsberg, bajo las órdenes del General Otto Lasch, se rindió ante el Ejército Rojo. En el momento de la capitulación, se estimó la cifra de fallecidos, entre militares y civiles, en 42.000, por su parte, los soviéticos alegaron tener 90.000 prisioneros.
Cerca de 120.000 supervivientes permanecieron en las ruinas de la ciudad. Estos eran principalmente mujeres, niños, ancianos además de otros que regresaron poco después del fin del conflicto. Estos fueron retenidos como esclavos hasta 1949. La gran mayoría de la población germana abandonó Königsberg a finales de 1945, si bien hubo otros que murieron por enfermedades, por inanición deliberada o en una limpieza étnica. Los 20.000 restantes fueron expulsados entre 1949 y 1950.
Tal como los Aliados acordaron en la Conferencia de Potsdam, Prusia septentrional (incluyendo Königsberg) pasaría a estar bajo control soviético como territorio incorporado a la RSFS de Rusia. En 1946 se cambió la nomenclatura por la de Kaliningrado. En 1991 se produjo la disolución de la Unión Soviética, y desde entonces Kaliningrado forma parte de la Federación Rusa.